# Axel Corti
Axel Corti, född 7 maj 1933 i Paris Frankrike, död 29 december 1993 i Oberndorf b. Salzburg Österrike, var en österrikisk skådespelare, regissör och manusförfattare. 

## Filmografi (urval)
- 1985 - August Strindberg ett liv (TV)

## Regi i urval
- 1990 - La putain du roi
- 1986 - Welcome in Vienna
- 1985 - Eine blassblaue Frauenschrift